# 横浜市立岡村中学校
横浜市立岡村中学校（よこはましりつ おかむらちゅうがっこう、英:Okamura Junior High School）は、神奈川県横浜市磯子区岡村1丁目14番1号に所在する公立中学校。通称は岡中（おかちゅう）。

## 概要
1949年（昭和24年）に創立・開校されたされた公立中学校。

## 沿革
出典
- 1949年（昭和24年）
  - 3月31日 - 横浜市立岡村中学校創立。
  - 4月5日開校式 - （生徒496名）、1,3年生は磯子小学校分教場へ、2年制は本校仮校舎（旧滝頭国民学校校舎）へ通う。
  - 7月1日 - 1月に着工した新校舎一期工事完成し1,3年生が本校校舎へ通う。
  - 11月15日 - 二期工事完成し全校生徒が本校校舎に通う。
- 1950年（昭和25年）2月25日 - 落成式を挙行し開校記念日とする。
- 1965年（昭和40年）3月23日 - 講堂兼体育館落成。
- 2020年（令和2年）3,4,5月 - 新型コロナウイルス蔓延のため休校

## 部活動
- 運動部 - 陸上競技部・野球部・サッカー部・男子バレーボール部・女子バレーボール部・男子バスケットボール部・女子バスケットボール部・男子ソフトテニス部・女子ソフトテニス部・男子バドミントン部・女子バドミントン部・柔道部・剣道部・卓球部
- 文化部 - パソコン部・美術部・吹奏楽部

## 施設
- 岡村中学校コミュニティハウスが併設されている。

## 著名な出身者
- 大瀬康一 - 元俳優
- 小川貴之 - ミュージシャン
- 佐野元国[2] - 元プロ野球選手
- 杉山清貴 - ミュージシャン・歌手
- 青山美恵子 - 元女優・タレント
- 神取忍[3] - 女子プロレスラー・元柔道選手・元参議院議員
- 北川悠仁 - ミュージシャン・歌手（ゆず）
- 岩沢厚治 - ミュージシャン・歌手（ゆず）
- 若林史江 - 株式トレーダー・タレント
- 原英莉花[4] - 女子プロゴルファー
- 廣嶋玲子[5] - 小説家・児童文学作家